# Caldas (comarque)
Pour les articles homonymes, voir Caldas (homonymie).
Caldas est une comarque de la province de Pontevedra en Galice (Espagne). 

## Communes
Cette comarque est composée de sept communes : Caldas de Reis (chef-lieu), Catoira, Cuntis, Moraña, Pontecesures, Portas et Valga.